# Daouda Bamba
Daouda Bamba (Dabou, 5 de marzo de 1995) es un futbolista marfileño. Juega de delantero y se encuentra sin equipo tras abandonar el K. F. Shkëndija.

## Clubes
| Club                | País                | Año       |
| ------------------- | ------------------- | --------- |
| Kongsvinger IL      | Noruega             | 2013      |
| Kristiansund BK     | Noruega             | 2014-2018 |
| SK Brann            | Noruega             | 2018-2021 |
| Altay S. K.         | Turquía             | 2021-2022 |
| P. F. C. CSKA Sofia | Bulgaria            | 2022-2023 |
| Ümraniyespor        | Turquía             | 2023-2024 |
| K. F. Shkëndija     | Macedonia del Norte | 2024      |